# Marc Polmans
Mark Polmans (Amamzimtoti, 2 mei 1997) is een Australische tennisspeler. Hij heeft nog geen ATP-toernooien in het enkelspel en dubbelspel op zijn naam staan. 

## Palmares

### Palmares enkelspel
| Gewonnen challengers |                  |              |           |                  |                  |
| 1.                   | 11 februari 2018 | Launceston   | Hardcourt | Brad Mousley     | 6-2, 6-2         |
| 2.                   | 24 maart 2019    | Zhangjiagang | Hardcourt | Lorenzo Giustino | 6-4, 4-6, 7-6(4) |
| 3.                   | 27 oktober 2019  | Trarlgon     | Hardcourt | Andrew Harris    | 7-5, 6-3         |

### Palmares dubbelspel
| Nr.                  | Datum           | Toernooi  | Ondergrond | Partner       | Tegenstanders in finale          | Score          |
| -------------------- | --------------- | --------- | ---------- | ------------- | -------------------------------- | -------------- |
| Gewonnen challengers |                 |           |            |               |                                  |                |
| 1.                   | 28 oktober 2018 | Traralgon | Hardcourt  | Jeremy Beale  | Max Purcell Luke Saville         | 6-2, 6-4       |
| 2.                   | 21 juli 2019    | Gatineau  | Hardcourt  | Alex Lawson   | Hans Hach Verdugo Dennis Novikov | 6-4, 3-6, 10-7 |
| 3.                   | 20 oktober 2019 | Ningbo    | Hardcourt  | Andrew Harris | Alex Bolt Matt Reid              | 6-0, 6-1       |

## Resultaten grote toernooien
| Legenda | Legenda                          |
| ------- | -------------------------------- |
| g.t.    | geen toernooi gehouden           |
| l.c.    | lagere categorie                 |
| –       | niet deelgenomen                 |
| G       | uitgeschakeld in de groepsfase   |
| 1R      | uitgeschakeld in de eerste ronde |
| 2R      | uitgeschakeld in de tweede ronde |
| 3R      | uitgeschakeld in de derde ronde  |
| 4R      | uitgeschakeld in de vierde ronde |
| KF      | uitgeschakeld in de kwartfinale  |
| HF      | uitgeschakeld in de halve finale |
| F       | de finale verloren               |
| W       | het toernooi gewonnen            |
| w-v     | winst/verlies-balans             |

### Enkelspel
| grandslamtoernooien  |     |      |    |
| Australian Open      | 1R  | 2R   | 1R |
| Roland Garros        | –   | 2R   | –  |
| Wimbledon            | –   | g.t. | 2R |
| US Open              | –   | 1R   |    |
| statistieken         |     |      |    |
| totaal aantal titels | 0   | 0    | 0  |
| eindejaarsranking    | 134 | 124  |    |

### Dubbelspel
| grandslamtoernooien  |    |     |     |      |    |
| Australian Open      | HF | 1R  | 1R  | KF   | 3R |
| Roland Garros        | –  | –   | –   | –    | –  |
| Wimbledon            | 1R | –   | –   | g.t. | –  |
| US Open              | 1R | –   | –   | –    |    |
| statistieken         |    |     |     |      |    |
| totaal aantal titels | 0  | 0   | 0   | 0    | 0  |
| eindejaarsranking    | 70 | 218 | 198 | 130  |    |